# Røldal
Røldal är en tätort i Ullensvangs kommun i Vestland fylke i västra Norge. Orten utgjorde tidigare centralort i dåvarande Røldals kommun i Hordaland fylke.